# Svetlana Savítskaia
Svetlana Savítskaia (rus: Светла́на Сави́цкая)  (Moscou, 8 d'agost de 1948), nom complet amb patronímic Svetlana Ievguénievna Savítskaia, rus: Светла́на Евге́ньевна Сави́цкая és una excosmonauta soviètica.

## Biografia
Filla d'un militar soviètic heroi de la Segona Guerra Mundial. Abans de ser astronauta, va ser pilot esportiva i de proves. Va ser campiona mundial de vol acrobàtic l'any 1970. Des del 1974, ha aconseguit 18 rècords mundials pilotant avions MiG i tres més en salts col·lectius amb paracaigudes.
Savítskaia va començar a formar-se com a cosmonauta el 1980. Va viatjar amb el Soiuz T-7 el 1982, esdevenint la segona dona a anar a l'espai uns 19 anys després de Valentina Tereixkova. Va servir durant dos torns a l'estació espacial Saliut 7, i en el segon va ser la primera dona a repetir a l'espai i també la primera a fer un passeig espacial, el 25 de juliol de 1984. En aquesta sortida va romandre fora de l'estació espacial durant 3 hores i 35 minuts.
Al seu retorn a la Terra, Savitskaya fou designada comandant d'una missió Soiuz exclusivament femenina per anar a la Saliut 7 en commemoració del Dia Internacional de la Dona, però aquesta missió fou descartada posteriorment.
Se li va concedir dos cops el títol d'Heroi de la Unió Soviètica. Un asteroide ha estat anomenat en honor seu: el 4118 Sveta ("sveta" vol dir "llum"), mentre que el 4303 Savitskai recorda el seu pare.
Savítskaia ha ocupat càrrecs rellevants a Rússia des del 1989 i es va retirar el 1993 de la força aèria soviètica amb el rang de comandant. Actualment, és diputada de la Duma Estatal en representació del Partit Comunista de la Federació Russa, i hi presideix la Comissió de Defensa. També és membre de la presidència col·lectiva de la Unió Patriòtica Nacional.